# Isohypsibius monoicus
Isohypsibius monoicus är en djurart som tillhör fylumet trögkrypare, och som beskrevs av Bertolani 1982. Isohypsibius monoicus ingår i släktet Isohypsibius och familjen Hypsibiidae. Inga underarter finns listade i Catalogue of Life.